# Kerk van de Heilige Maagd Maria-Tenhemelopneming
De Kerk van de Heilige Maagd Maria-Tenhemelopneming is een gebouw dat van 1829 tot 1987 dienstgedaan heeft als de parochiekerk van Bergen op Zoom. De kerk bevindt zich aan de Grote Markt 32.
Eind 18e eeuw bleef de historische Sint-Gertrudiskerk in handen van de protestanten. Ter compensatie werd voor de katholieken een waterstaatskerk gebouwd in neoclassicistische stijl. Deze kerk kwam in 1829 gereed.
Het betreft een driebeukige hallenkerk met ionische zuilen. In 1846 kwam de voorgevel met het torentje gereed. Het hoogaltaar stamt uit 1861 en het orgel uit 1864. Een 18e-eeuwse eikenhouten communiebank werd aangekocht, afkomstig uit de Sint-Michielsabdij in Antwerpen. Ook de biechtstoel kwam daarvandaan. In 1864 werd het Ibachorgel aangebracht. Voorts werd een koororgel uit omstreeks 1740 aangeschaft, dat afkomstig was uit Mol. Verder bevatte de kerk een aantal glas-in-loodramen.
Toen de hervormden in 1987 de Sint-Gertrudiskerk verlieten, verruilden de katholieken de Heilige Maagdkerk voor de Sint-Gertrudis. Het kerkmeubilair verhuisde mee.
De Heilige Maagdkerk werd door de Nederlandse architect Onno Greiner verbouwd tot Theater De Maagd, waarbij het interieur zo veel mogelijk gehandhaafd bleef. In 1990 was de verbouwing gereed.